# Xenophrys brachykolos
Xenophrys brachykolos är en groddjursart som först beskrevs av Robert F. Inger och Alfred Sherwood Romer 1961.  Xenophrys brachykolos ingår i släktet Xenophrys och familjen Megophryidae. IUCN kategoriserar arten globalt som starkt hotad. Inga underarter finns listade i Catalogue of Life.

## Bildgalleri

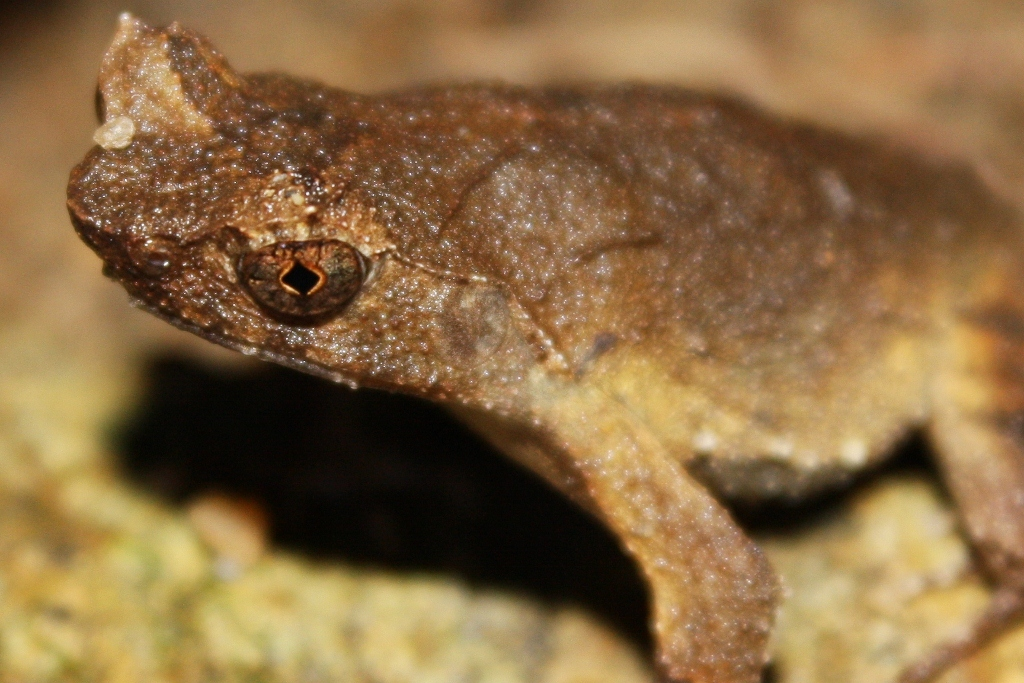
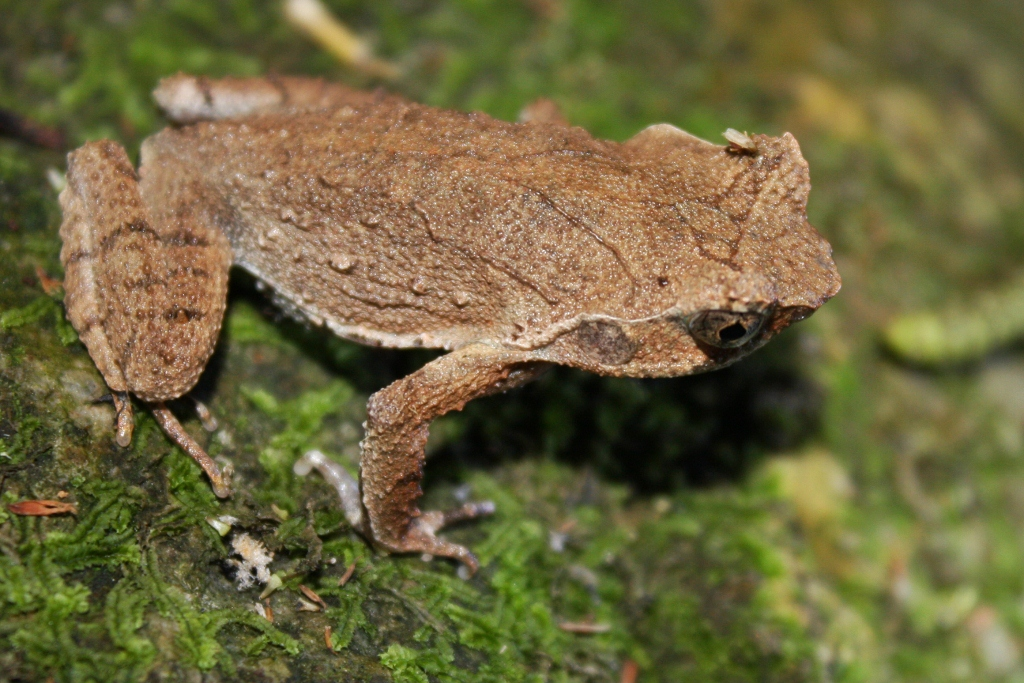
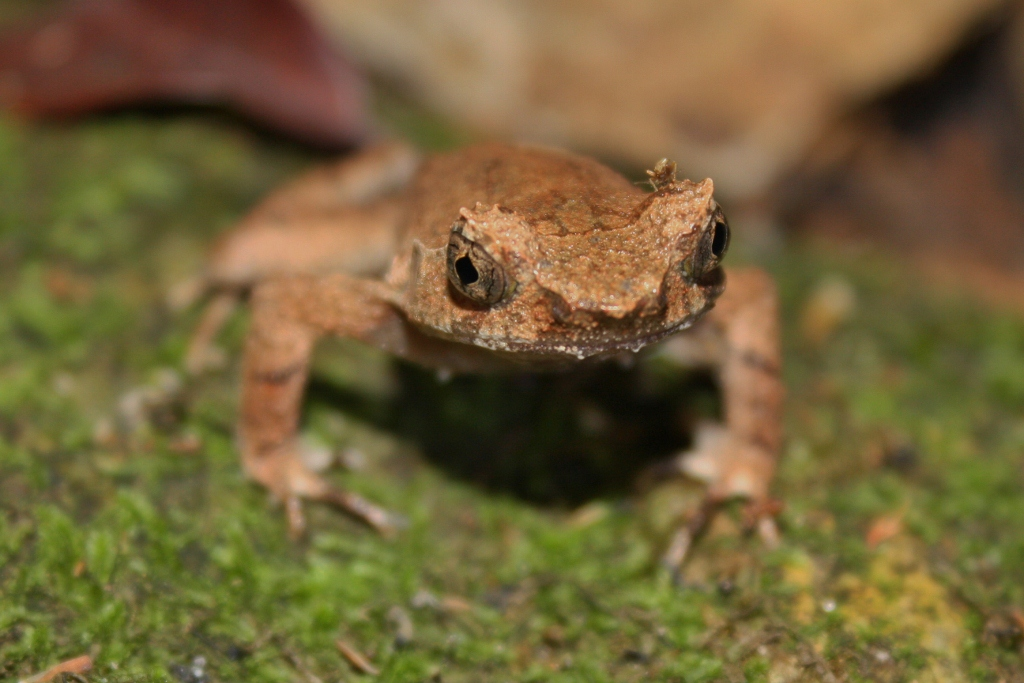
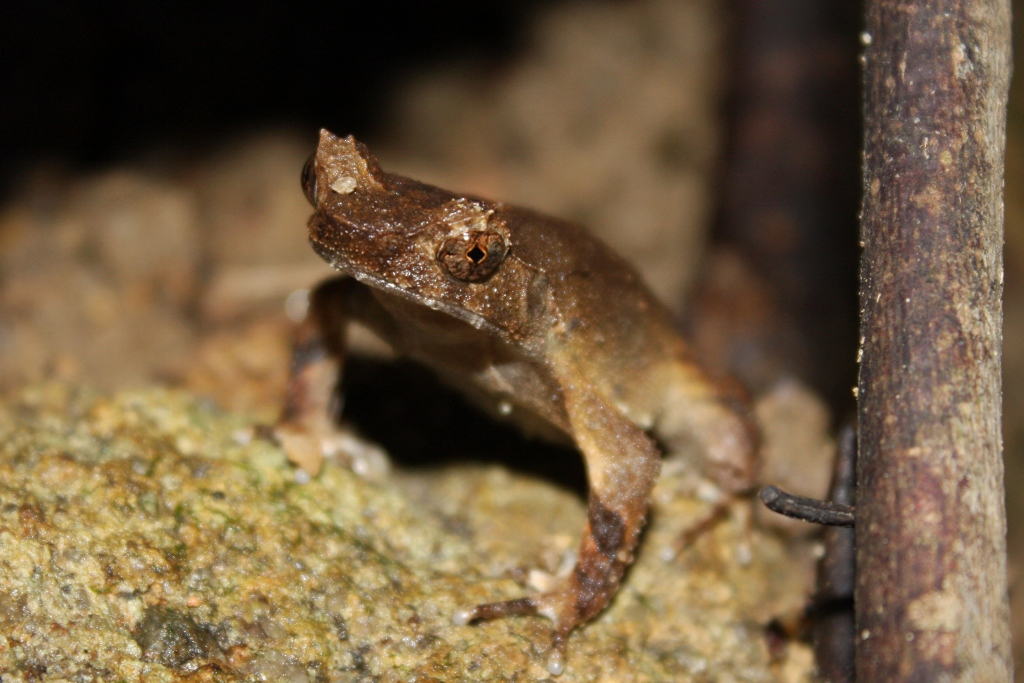
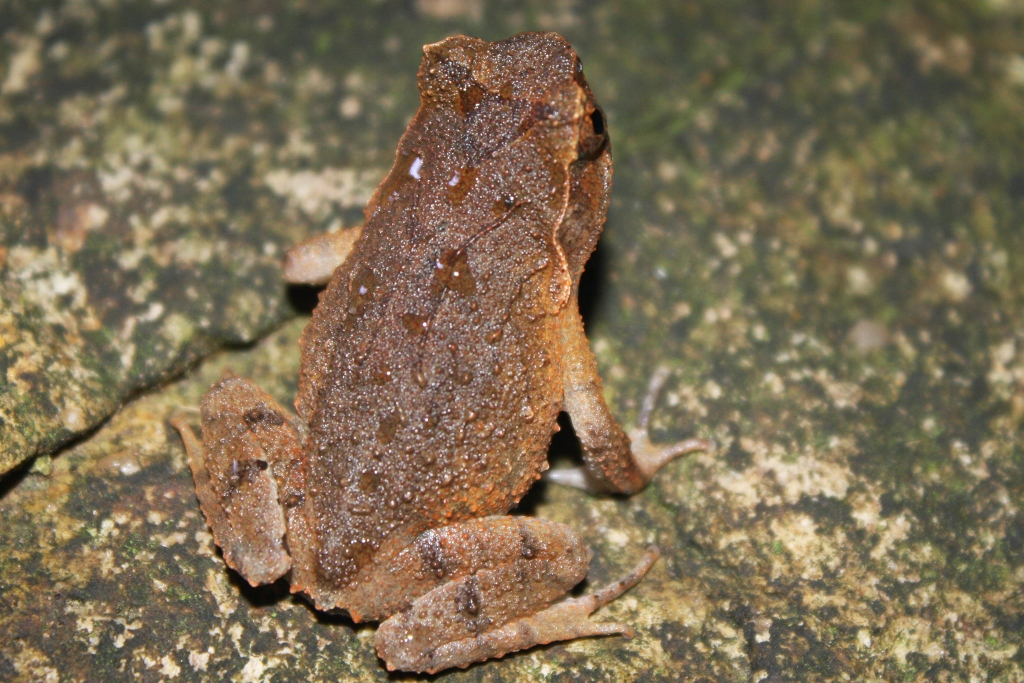
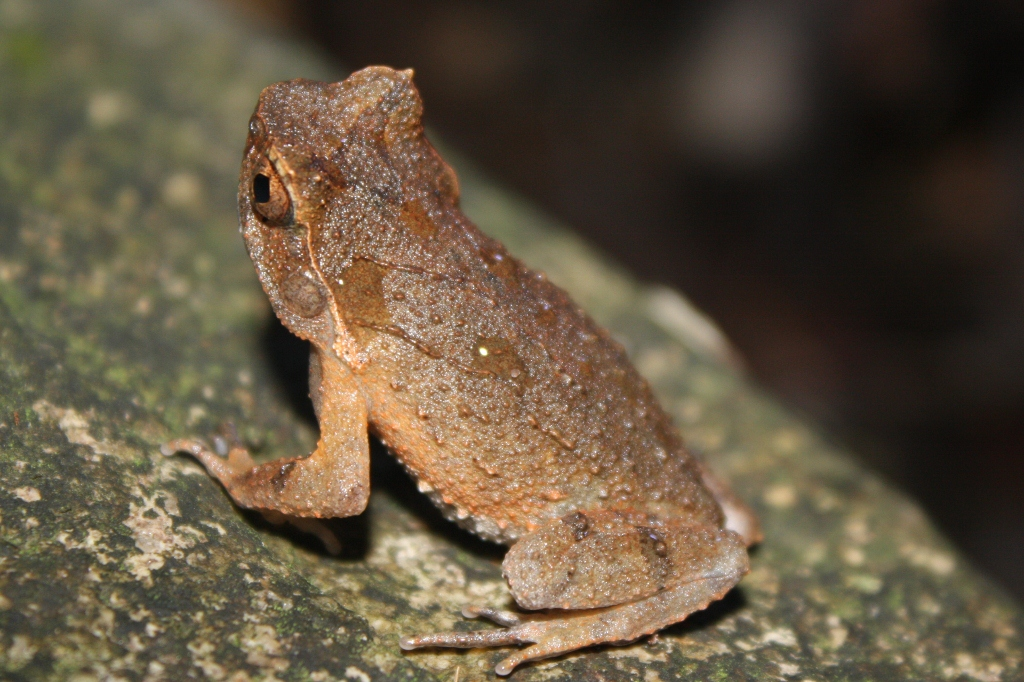